# Полоницький Василь Степанович
Василь Полоницький (28 лютого 1977, м. Харків, СРСР) — український хокеїст, захисник. 
Вихованець хокейної школи СДЮШОР (Харків). Виступав за ШВСМ (Київ), «Сокіл» (Київ), «Беркут» (Київ), ХК «Вітебськ», «Металург» (Жлобин), «Харківські Акули». 
У складі національної збірної України провів 46 матчів (2+4); учасник чемпіонату світу 2006 (6 матчів, 0+0). У складі юніорської збірної України учасник чемпіонату Європи 1995 (група C1).
Досягнення
- Чемпіон України (2000, 2001, 2002, 2003, 2004, 2005, 2006)
- Чемпіон СЄХЛ (2000, 2001), бронзовий призер (2002)
- Бронзовий призер чемпіонату Білорусі (2011)
- Володар Кубка СЄХЛ (2001)
- Володар Кубка Білорусі (2011).